# Dalima latitans
Dalima latitans là một loài bướm đêm trong họ Geometridae.